# Dragalina (okręg Călărași)
Dragalina – wieś w Rumunii, w okręgu Călărași, w gminie Dragalina. W 2011 roku liczyła 6218 mieszkańców.